# Мемориален комплекс (Новачене)
Мемориалният комплекс в Новачене е изграден в местността „Косматица“ на село Новачене на мястото на най-голямото и кръвопролитно сражение водено в района по време на Руско-турската война (1877 – 1878). Комплексът се състои от скална морена с възпоменателен надпис, паметник на руски войник с височина 2,50 m и паметна плоча с изписани имена на руските офицери загинали в сражението при с. Новачене.
През ноември 1877 г. по линията Плевен – Орхание настъпват войските от Западния отряд на ген. Гурко. Първата силно укрепена турска позиция по пътя им се намира при Правец. За нейното овладяване Гурко разделя отряда на пет колони и възлага на ген. Клодт и неговите воини провеждане на демонстративни действия в района на Орхание, с цел блокиране на намиращите се там турските части.
На 10 ноември 1877 г. (стар стил), рано сутринта отрядът на генерал Клодт се разделя на две колони при разклонението на пътя от Мездра – за Рашково и Новачене. Ескадрон и половина драгуни и две оръдия от втора гвардейска артилерийска бригада, с обща численост 135 войници и 12 офицери под командването на полк. Лихтанский се насочва към Новачене.
Достигайки до селото, в дефилето между хълмовете „Св. Георги“ и „Косматица“, руснаците водят неравна битка с многочислена турска пехота и черкези. За да запазят бягащите българи по тесния път между хълмовете, те понасят тежко поражение. От 12 офицери – трима загиват, трима са ранени и четирима са контузени. Загиват 43 войници, 24 са ранени, двама са изчезнали безследно.
В памет на загиналите герои, след Освобождението, на хълма в местността „Косматица“ е поставен голям гранитен блок с правоъгълна форма, на който е изписана годината 1877, а под него кръст от камък, обозначаващ мястото на боя. По-късно на самия връх е издигнат и паметник, изобразяващ руски богатир със сабя в ръце.
През 2004 г. до паметника е монтирана паметна плоча на загиналите офицери и войници, а пространството е оформено като мемориален комплекс в знак на признателност от местното население и жителите на общината. Комплексът официално е открит на 30 ноември 2004 г. от кметовете на Саранск и на Ботевград в присъствието на посланика на Русия.